# Lecanoromycetidae

Lecanoromycetidae é uma subclasse de fungos da classe Lecanoromycetes. Esta subclasse inclui três ordens: Lecanorales, Peltigerales, e Teloschistales.